# Trophée Jack-A.-Butterfield
Le trophée Jack-A.-Butterfield, baptisé en l'honneur de John Butterfield, qui fut président de la Ligue américaine de hockey pendant 28 ans, est attribué annuellement au joueur le plus utile en séries éliminatoires de la LAH.
Le trophée a été remis pour la première fois en 1984.

## Liste des vainqueurs
| Saison    | Joueur                                          | Équipe                                          |
| --------- | ----------------------------------------------- | ----------------------------------------------- |
| 1983-1984 | Stanley Stefanski (en)                          | Mariners du Maine                               |
| 1984-1985 | Brian Skrudland                                 | Canadiens de Sherbrooke                         |
| 1985-1986 | Timothy Tookey                                  | Bears de Hershey                                |
| 1986-1987 | David Fenyves                                   | Americans de Rochester                          |
| 1987-1988 | Wendell Young                                   | Bears de Hershey                                |
| 1988-1989 | Samuel Saint-Laurent                            | Red Wings de l'Adirondack                       |
| 1989-1990 | Jeffrey Hackett                                 | Indians de Springfield                          |
| 1990-1991 | Kay Whitmore (en)                               | Indians de Springfield                          |
| 1991-1992 | Allan Bester (en)                               | Red Wings de l'Adirondack                       |
| 1992-1993 | William McDougall                               | Oilers du Cap-Breton                            |
| 1993-1994 | Olaf Kölzig                                     | Pirates de Portland                             |
| 1994-1995 | Corey Schwab et Michael Dunham                  | River Rats d'Albany                             |
| 1995-1996 | Dixon Ward                                      | Americans de Rochester                          |
| 1996-1997 | Michael McHugh (en)                             | Bears de Hershey                                |
| 1997-1998 | Mike Maneluk (en)                               | Phantoms de Philadelphie                        |
| 1998-1999 | Peter Ferraro                                   | Bruins de Providence                            |
| 1999-2000 | Derek Armstrong                                 | Wolf Pack de Hartford                           |
| 2000-2001 | Stéphan Bégin                                   | Flames de Saint-Jean                            |
| 2001-2002 | Pasi Nurminen                                   | Wolves de Chicago                               |
| 2002-2003 | Johan Holmqvist                                 | Aeros de Houston                                |
| 2003-2004 | Wade Flaherty (en)                              | Admirals de Milwaukee                           |
| 2004-2005 | Antero Niittymäki                               | Phantoms de Philadelphie                        |
| 2005-2006 | Frédéric Cassivi                                | Bears de Hershey                                |
| 2006-2007 | Carey Price                                     | Bulldogs de Hamilton                            |
| 2007-2008 | Jason Krog                                      | Wolves de Chicago                               |
| 2008-2009 | Michal Neuvirth                                 | Bears de Hershey                                |
| 2009-2010 | Christopher Bourque                             | Bears de Hershey                                |
| 2010-2011 | Robin Lehner                                    | Senators de Binghamton                          |
| 2011-2012 | Alexandre Picard                                | Admirals de Norfolk                             |
| 2012-2013 | Tomáš Tatar                                     | Griffins de Grand Rapids                        |
| 2013-2014 | Travis Morin                                    | Stars du Texas                                  |
| 2014-2015 | Jordan Weal                                     | Monarchs de Manchester                          |
| 2015-2016 | Oliver Bjorkstrand                              | Monsters du lac Érié                            |
| 2016-2017 | Tyler Bertuzzi                                  | Griffins de Grand Rapids                        |
| 2017-2018 | Andreas Johnsson                                | Marlies de Toronto                              |
| 2018-2019 | Andrew Poturalski                               | Checkers de Charlotte                           |
| 2019-2020 | Pas de séries éliminatoires - Pandémie Covid-19 | Pas de séries éliminatoires - Pandémie Covid-19 |
| 2020-2021 | Pas de séries éliminatoires - Pandémie Covid-19 | Pas de séries éliminatoires - Pandémie Covid-19 |
| 2021-2022 | Joshua Leivo                                    | Wolves de Chicago                               |
| 2022-2023 | Hunter Shepard (en)                             | Bears de Hershey                                |